# Église de Skåre
L'église de Skåre (norvégien : Skåre kirke) est une église paroissiale dans la municipalité de Haugesund dans le comté de Rogaland en Norvège. L'Église a une capacité d'environ 450 places assises,.